# Luciana Aymar
Luciana Paula Aymar (Rosário, 10 de agosto de 1977) é uma ex-jogadora  argentina de hóquei sobre a grama, considerada a maior jogadora feminina nesse esporte. Jogou como atacante, sendo a única a receber o prêmio de melhor jogadora do mundo pela Federação Internacional de Hóquei por oito vezes, sendo seis a mais que Alyson Annan, Naomi van As e Maartje Paumen com dois cada uma. É conhecida por sua habilidade para vencer suas adversárias usando sua forte capacidade de finta, característica que a fez ser comparada com o jogador de futebol Diego Maradona.
Aymar iniciou no esporte aos sete anos no Fisherton Club, em Rosário e no Jockey Club de Rosario seis anos depois. Começou a treinar com a equipe nacional júnior onde em 1997, fez parte da equipe que venceu o Campeonato Pan-americano Júnior. Um ano mais tarde, teve a sua estreia com a equipe sênior, terminando em terceiro posto na Copa do Mundo Júnior.
Faz parte de uma geração no hóquei argentino que ganhou torneios internacionais a partir de Jogos Pan-americanos de 1999, incluindo a Copa do Mundo de 2002 e 2010, medalhas de prata olímpica em Sydney 2000 e Londres 2012, medalha de bronze em Atenas 2004 e Pequim 2008, além de seis Champions Trophy. 
Apelidada de La Maga ("A Maga"), seu desempenho a levou para ser escolhida como melhor jogadora do ano oito vezes, seis a mais que a australiano Alyson Annan. 
Carregou a bandeira de seu país natal durante a cerimônia de abertura dos Jogos Olímpicos de Verão de 2012 e nos Jogos Pan-Americanos de 2007.